# Сиротин, Артемий Афанасьевич
Артемий Афанасьевич Сиротин (1913—1989) — советский и российский учёный, доктор технических наук, профессор.
Автор ряда работ на тему автоматического управления электроприводами.

## Биография
Родился в 1913 году.
После окончания в 1938 году Московского энергетического института, где Сиротин был одним из учеников А. Т. Голована, начал свою научную деятельность на кафедре «Автоматизированный электропривод». В годы Великой Отечественной войны трудился на оборонных предприятиях, по её окончании продолжил работу в вузе.
В 1952 году защитил кандидатскую диссертацию и приступил к чтению лекций на кафедре «Автоматическое управление электроприводами». За время своей работы на кафедре улучшил методику преподавания читаемого курса, совершенствовал учебный процесс, приложил усилия для развития лаборатории. Одновременно участвовал в работе научно-методической комиссии Министерства высшего и среднего специального образования СССР (Минвуз СССР) и разрабатывал программу курса «Автоматическое управление электроприводами» для вузов страны.
А. А. Сиротин сочетал преподавательскую работу с научно-исследовательской деятельностью в области дискретных систем автоматического управления электроприводами; по оптимальным системам автоматического управления, включающим упругие звенья; по нелинейной теории систем автоматического управления. По результатам этих работ в 1970 году он защитил докторскую диссертацию на тему «Электромеханические системы автоматического управления с упругими звеньями».
С 1961 года в течение двух лет Артемий Сиротин находился в командировке в Индии, где работал в Бомбейском технологическом институте (ныне Индийский технологический институт Бомбея) профессором и экспертом ЮНЕСКО, читал несколько курсов на английском языке.
За создание и внедрение в промышленность СССР элементов и систем дискретного привода с шаговыми двигателями А. А. Сиротину в 1967 году была присуждена Государственная Премия СССР, а в 1977 году присвоено почетное звание «Заслуженный деятель науки и техники РСФСР».
Умер в 1989 году. Школа профессора Сиротина продолжает развиваться в Московском энергетическом институте в работах его соратников и последователей.